# Burghaus (Igel)

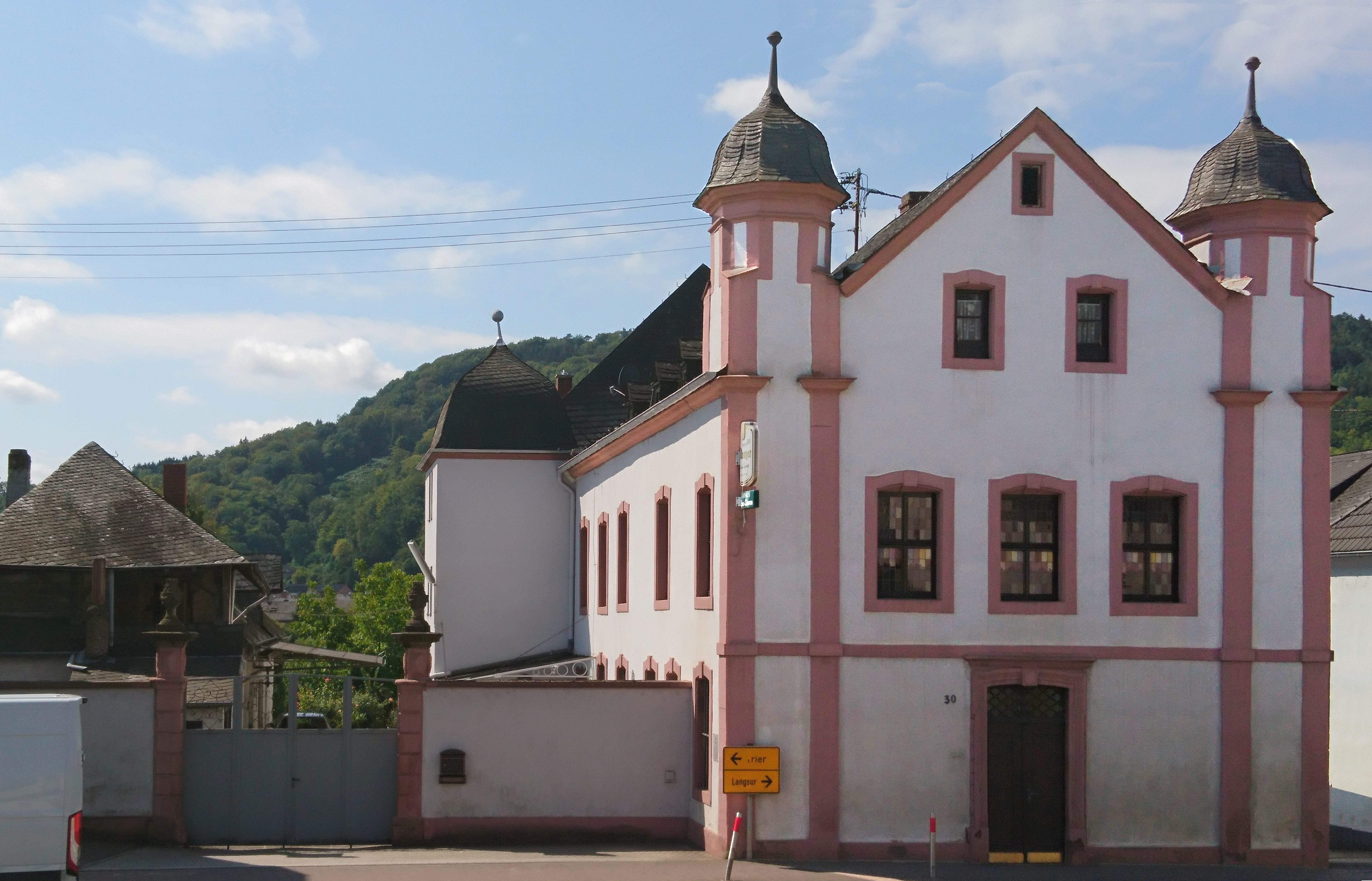
Burghaus in Igel

Das Burghaus in Igel, einer Ortsgemeinde im Landkreis Trier-Saarburg in Rheinland-Pfalz, wurde im Kern im 17. Jahrhundert errichtet und Anfang des 18. Jahrhunderts erneuert. Das Gebäude an der Trierer Straße 30 ist ein geschütztes Kulturdenkmal.

## Beschreibung
Der ehemalige Hof der Herrschaft Igel, die seit Mitte des 18. Jahrhunderts der Familie von Kahn als Lehen des Herzogtums Luxemburg unterstand, ist ein verputzter Bruchsteinbau mit Hausteingliederungen. Die dreiachsige Straßenfront mit Satteldachgiebel wird von Ecktürmen, die durch flache Pilaster aus Haustein betont werden, gerahmt. Die Ecktürme sind im über dem Dach stehenden Teil achteckig und werden von schiefergedeckten Hauben mit Dachknauf abgeschlossen.
Der Eingang an der Straße mit Sandsteinrahmung stammt aus dem 19. Jahrhundert. Die hofseitige Tür des Hauses führt in einen Korridor mit Tonnengewölbe, an den sich seitlich die Küche anschließt, die mit einer flachen Tonne zwischen tief herabgehenden, sich kreuzenden flachen Gurtbögen abschließt.
Die Haupträume haben Stuckdecken mit kleiner Felderteilung von Halbkreisen und Spitzen.